# 宮原眼科
宮原眼科是位於台灣臺中市中區的冰淇淋糕餅專賣店、餐廳與沙龍，由日出乳酪蛋糕成立。
宮原眼科原由日本眼科博士宮原武熊於1927年所興建，也是日治時期臺中州規模最大的眼科診所，直到二戰後宮原武熊返回日本，政府將建築用途作為台中市衛生院，後此建物轉讓予張瑞楨。1961年9月19日台中第一性病醫院於「宮原眼科」原址開業，後來也曾做為台灣日報營業處。但張瑞楨因該建物後有諸多佔用戶，打了官司而沒有好好使用，將它閒置在那而建物破舊。之後因921大地震與中颱卡玫基導致建物受創傾毀，至2010年由日出乳酪蛋糕修建成具有現代風格的日出宮原眼科。

## 歷史

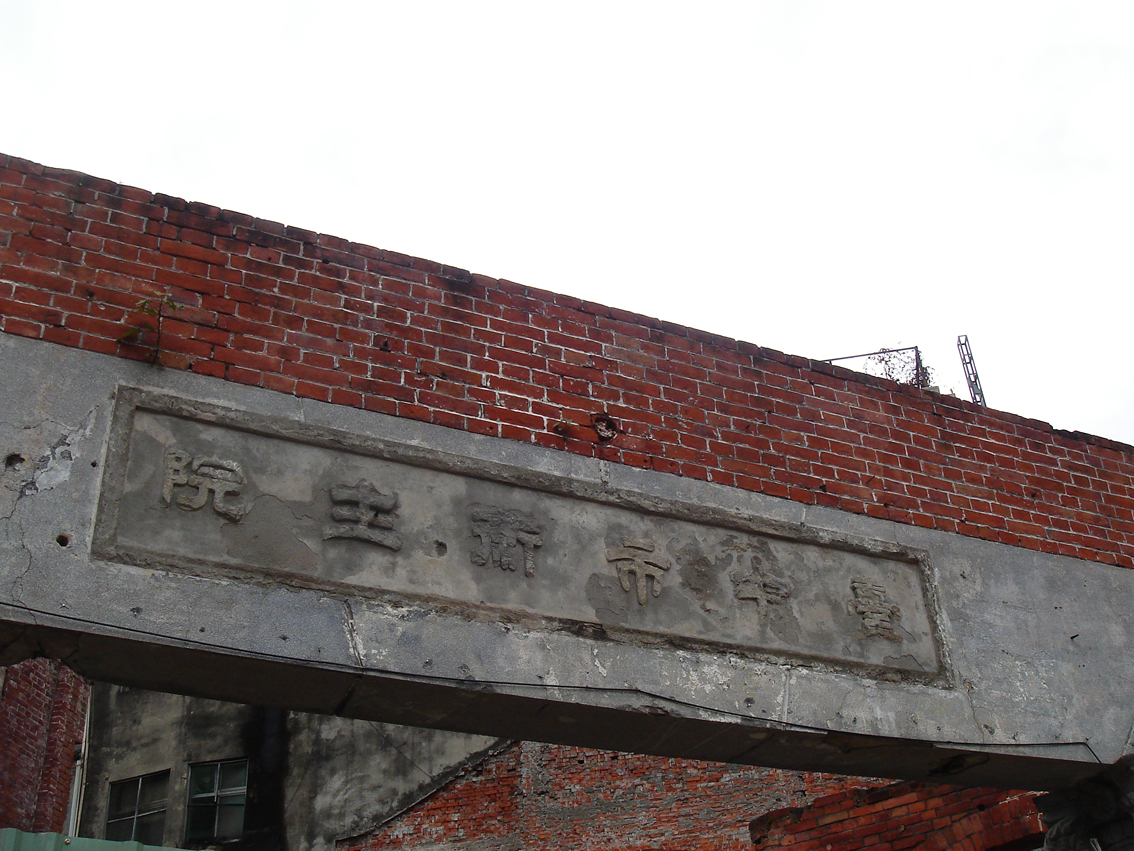
位於臺中市中區綠川旁的醫院遺址。

1927年興建為「宮原眼科醫院」。後曾為台灣日報營業處。1945年以日產沒入政府資產，改為臺中市政府民政科衛生股（隔年改為台中市衛生院，即今臺中市政府衛生局）。1956年，台中市政府為建新衛生大樓，與張瑞楨（臺中大雅人；藝人張鈞甯之祖父）做為交換，以此建物做為抵償工資。1959年衛生院遷至新大樓，此建物轉讓予張瑞楨。1961年9月19日台中第一性病醫院於「宮原眼科」原址開業，後來也曾做為台灣日報營業處。
但張瑞楨因該建物後有諸多佔用戶，打了官司而沒有好好使用，將它閒置在那而建物破舊，加上1999年9月21日，921大地震建物受創。2008年中度颱風卡玫基引發台中大雨釀災，建物大廳傾毀。
2010年日出乳酪蛋糕購入此建築，內部全面改建，保留部分外觀以及騎樓；保留「宮原眼科」之名，改為糕點、飲料、冰淇淋與巧克力專賣店以及餐廳、沙龍。
2012年1月，日出乳酪蛋糕將宮原眼科醫院購入整建的「日出．宮原眼科」開幕，陸續增加巧克力、冰淇淋飲料（茶飲）等商品。

## 外部連結
- 宮原眼科Miyahara （页面存档备份，存于）
- 宮原眼科的Facebook專頁